# Wilhelm Heinse
Johann Jakob Wilhelm Heinse,  född den 15 februari 1749 i Thüringen, död den 22 juni 1803 i Aschaffenburg, var en tysk författare. Han tillhörde Sturm und Drangtiden.
Heinse var under sina ungdomsår omfattad med mycken tillgivenhet av Wieland och Gleim. En tid följde han en äventyrare, kapten von Liebenstein, som hade ett olyckligt inflytande på honom, samt kallades 1774 av
Johann Georg Jacobi att delta i redaktionen av tidskriften "Iris" i Düsseldorf. Besöken i denna stads tavelgallerier väckte Heinses konstsinne, och 1780-84 fick han, med understöd av Jacobi, vistas i Italien. Därefter trädde han i tjänst hos kurfursten av Mainz, vilken utnämnde honom till "lektor" (1787) samt hovråd och bibliotekarie i Aschaffenburg (1789). 
Efter debuten med en volym Sinngedichte (1771) följde översättningarna Begebenheiten des Enkolp (1773) från Petronius, Die Kirschen (samma år) från Dorat och Laidion (1774) samt prosatolkningen av Det befriade Jerusalem och Orlando furioso. Heinses tre romaner, Ardinghello, oder die glückseligen Inseln (1787), Hildegard von Hohenthal (1795-1796) och Anastasia und das Schachspiel (1803), är fulla av estetiska resonemang, som på flera ställen alldeles överflyglar berättelsen, men i gengäld bjuder på en rikedom av fina iakttagelser och en konstuppfattning,  som är modernare och mer utvecklad än både Winckelmanns och Lessings. 
Framställningen är glödande färgstark; i tillfredsställandet av de sinnliga begären utmynnar Heinses lära, som är en utlöpare av genitidens åskådning. Litterärt utgår Heinse delvis från Wieland, men överträffade denne i uttryckets kraft. Hans Briefe über die Düsseldorfer Galerie (i Wielands "Merkur", 1776) är mönster av konstkritik och konstbeskrivning. Laube utgav hans Sämmtliche Schriften (1838).